# Skanskullen
Skanskullen är en fornborg i Dalhems socken i Västerviks kommun i Småland. Borgen är belägen på en bergshöjd mellan större bergsområde och dalbäcken och erbjuder en vid utsikt över nejden. Den är 330 x 225 meter stor och avgränsas i väster, söder och öster av branta stup och i norr av en vinkelformig stenvall, 175 meter lång, 2-6 meter bred och intill 1,5 meter hög. I vallens finns en tre meter bred ingång. 